# Magilus
Magilus là một chi ốc biển, là động vật thân mềm chân bụng sống ở biển thuộc họ Muricidae, họ ốc gai.
This genus was brought by Michel (1988) into the separate family Magilidaetogether with Latiaxis

## Các loài
Các loài thuộc chi Magilus bao gồm:
- Magilus antiquus Montfort[2]

Các loài được đưa vào đồng nghĩa
- Magilus antiquatus Linnaeus[3]: đồng nghĩa của Magilus antiquus
- Magilus fimbriatus A. Adams[4]: đồng nghĩa của Coralliophila fimbriata (A. Adams, 1852)
- Magilus globulosus Sowerby, G.B. III, 1872: đồng nghĩa của Magilus antiquus
- Magilus microcephalus Sowerby, G.B. III, 1872: đồng nghĩa của Magilus antiquus
- Magilus peronii Lamarck, J.B.P.A. de, 1818: đồng nghĩa của Magilus antiquus
- Magilus serratus Sowerby, G.B. III, 1872: đồng nghĩa của Magilus antiquus
- Magilus striatus [5]: đồng nghĩa của Leptoconchus striatus Rüppell, 1835